# Dawit Minasiani
Dawit Minasiani (gruz. დავით მინასიანმა, ur. 14 lipca 1992) – gruziński skoczek narciarski i hokeista. W pierwszej z tych dyscyplin medalista mistrzostw Gruzji, a w drugiej reprezentant kraju, uczestnik mistrzostw świata oraz medalista mistrzostw Gruzji.

## Życiorys
Minasiani w 2012 zdobył srebrny medal mistrzostw Gruzji w skokach narciarskich rozgrywanych na skoczni K45 w kompleksie Sakartwelo w Bakuriani, przegrywając z Lewanem Kozanaszwilim. Rok później w tym samym miejscu został mistrzem kraju. Jako skoczek narciarski był zarejestrowany w bazie Międzynarodowej Federacji Narciarskiej, a w 2013 brał udział w międzynarodowym obozie treningowym organizowanym przez FIS w Predazzo, jednak nie zadebiutował w oficjalnych zawodach międzynarodowych rozgrywanych pod egidą tej organizacji.
Minasiani uprawiał również hokej na lodzie, występując na pozycji obrońcy. W sezonie 2014/2015 w barwach klubu Bakurianis Mimino zadebiutował w najwyższej klasie rozgrywkowej Gruzji. W latach 2014–2019 wystąpił w kilkudziesięciu spotkaniach na tym szczeblu, kilkukrotnie sięgając po tytuł mistrza kraju. W tym samym czasie był również członkiem gruzińskiej reprezentacji, w barwach której wziął udział w pięciu edycjach mistrzostw świata (w latach 2015–2018 w dywizji III, którą w 2018 Gruzja wygrała, a w 2019 w dywizji IIB), a także w kwalifikacjach do Zimowych Igrzyskach Olimpijskich 2018. Podczas Mistrzostw Świata w Hokeju na Lodzie 2022, w których Gruzja występowała w dywizji IIB, znalazł się w sztabie trenerskim tej reprezentacji, odpowiadając za przygotowanie sprzętu.